# David LaChapelle
David LaChapelle (Hartford, Connecticut, 11 de marzo de 1963) es un fotógrafo y director estadounidense.

## Biografía
Su primer acercamiento a la fotografía fue cuando tenía 6 años de edad, durante unas vacaciones familiares en Puerto Rico. Allí utilizó la cámara para retratar a su madre, Helga LaChapelle, quien vestía un bikini y bebía champaña en un balcón. Desde ese momento, quedó obsesionado con la fotografía.
A los 15 años se mudó a Nueva York. Mintió sobre su edad y consiguió trabajo en la discoteca Studio 54, donde limpiaba las mesas de grandes celebridades y artistas, como Liza Minnelli. Más tarde, su padre lo llevaría de regreso al sur, donde lo obligó a estudiar en la Escuela de Artes de Carolina del Norte. Solo había 30 estudiantes en su curso, por lo que la enseñanza impartida fue excepcional.
Tras su regreso a Nueva York, a los 18 años, entró a trabajar al bar gay Browns.
Junto a su novio, el bailarín Ricardo Martínez , estuvieron viviendo en un apartamento de condiciones humildes. Al cabo de dos años, Louis Albert murió víctima del sida, al igual que muchos amigos de LaChapelle.
La carrera de LaChapelle comenzó de manera significativa en el año 1982, cuando Andy Warhol lo impulsó a publicar sus fotografías “Interview”. "Andy Warhol corresponde perfectamente a su época", comenta el fotógrafo. "Sin duda es un gran artista del siglo XX. Fue muy generoso y aprendí mucho con él, pero pertenecemos a dos generaciones diferentes y tenemos ideas diferentes. El arte más valioso hoy es aquel que logra clarificar el tiempo en que vivimos, y es lo que intento hacer."
Las descabelladas imágenes de David LaChapelle, bizarras y fantásticas, han aparecido en las páginas y portadas de las revistas Vogue, Rolling Stone, i-D, Vibe, Interview, The Face y GQ, solo por nombrar algunas. 
Su estilo es singular y reconocible, trabaja con planos abiertos, escenas frescas y extremadamente coloridas dejando ver su estilo pop-art.
Sus tomas tienen un trabajo minuciosos y detallista, trabajando con el aspecto físico del personaje llevándolo casi a la caricatura. "Trato de hacer fotografías que no haya visto nunca antes" asegura LaChapelle. Talentoso creativo, juega con escenas ficticias y grotescas, en su mayoría artificiales y cuenta con una excelente producción, las imágenes en general son en el momento de la toma, con poca posproducción.
También podemos ver en sus trabajos la crítica a la sociedad en la que vivimos llena de excesos y vanidad.
Su incondicional dedicación a la originalidad es leyenda dentro del mundo de la moda, el cine y la publicidad. LaChapelle ha participado en campañas publicitarias para una variedad de clientes que incluyen L’Oreal, Iceberg, MTV, Ecko, Diesel Jeans, Sirius, Ford, Sky Vodka,Cervecería Cuahtemoc Moctezuma y la campaña Got Milk?.
David ha fotografiado y trabajado numerosas portadas de discos para artistas de la talla de Indochine, Macy Gray, Moby, No Doubt, Whitney Houston, Elton John, Christina Aguilera , Madonna , Kylie Minogue, Karol G y Travis Scott.
Su exitoso primer libro, LaChapelle Land, fue publicado en 1996 por la editorial Collaway, trayendo dentro de su extravagante envoltorio, una explosiva colección de retratos de celebridades y modelos, incluyendo a Lady Gaga, Madonna, Shakira, Leonardo DiCaprio, Pamela Anderson, Uma Thurman, Marilyn Manson, Mark Wahlberg, Drew Barrymore y Elton John. El sucesor de este debut fue el libro Hotel LaChapelle, también editado por Collaway en 1999, donde se exhiben imágenes frescas con inolvidables colores. LaChapelle continúa logrando fotografías que confrontan nuestros gustos visuales, dando una nueva mirada al paisaje actual.
Una de sus más recurrentes musas es Amanda Lepore, con quien ha creado imágenes en las que se nota un peculiar sentido del humor, incluyendo desnudos.
Sus fotografías han sido exhibidas en las galerías Staley-Wise and Toni Shafrazi Galleries en Nueva York y Fahey-Klein en California, así como en Art Trend en Austria, Camerawork en Alemania, Sozzani and Palazzo delle Esposizioni en Italia, en el Barbican Museum en Londres y más recientemente en Ciudad de México y el MALBA en Argentina.
Sumado a la fotografía, LaChapelle dirige videos musicales para selectos artistas, tales como The Dandy Warhols (not if you were the last junkie on earth), Jennifer Lopez, Britney Spears, Avril Lavigne, No Doubt, Whitney Houston, Moby (Natural Blues,) Macy Gray, Blink 182, Elton John, Christina Aguilera ("Dirrty") y The Vines. Se planeó que dirigiese el videoclip de "Sorry" de Madonna, pero lo planteó con un toque de sordidez similar a "Dirrty", y Madonna finalmente eligió a otro director que diese un toque más optimista.
Su video para la canción Natural Blues de Moby, tuvo una gran presencia dentro de la industria de los videos musicales durante el año 2000, al mostrar a Moby como un anciano y a Christina Ricci como un ángel. Esta obra fue galardonada como "Mejor Video del Año" en los MTV Europe Music Awards, gracias al voto popular de más de 7 millones de televidentes. Siendo solo el tercer video a cargo de David LaChapelle, fue nominado también en los MTV Video Music Awards en la categoría "Mejor Video Masculino" y por "Mejor Video Visionario" en los VH-1/Vogue Fashion Awards.
En una entrevista para la revista “American Photo”, comentó:

"Me influenció Diego Rivera. Considero que es uno de los muralistas latinoamericanos más importantes, porque puso su pintura al alcance de todos como lo hizo Miguel Ángel: algo comprensible no sólo para los intelectuales sino para todo el mundo. Y tenemos cosas en común; algunas de mis fotos son comparables a sus murales".

David también se ha desempeñado como director del espectáculo que su amigo, el cantante británico Elton John, presentó en vivo en Las Vegas, llamado The Red Piano.
También ha sido contratado por grandes marcas para dirigir sus comerciales, como la marca de ropa H&M, en cuyo spot se mostraba una fresca versión de la clásica historia de Shakespeare, Romeo y Julieta.
El primer filme dirigido por David LaChapelle, Rize, trataba sobre la danza estilo "krumping" que invadía la ciudad de Los Ángeles y fue estrenado en el Sundance Film Festival en 2005.
En 2011 demandó a la cantante barbadense Rihanna porque su video «S&M» está basado en diversas fotografías suyas.
David Lachapelle fue demandado por 1 millón de dólares en el 2012 por el director de la galería Bigfork Collaborations, James Paramenter, por atacarlo ahorcándolo al punto de perder la conciencia. 
En el 2012 David LaChapelle se alejó de la fotografía de moda, Últimamente su obsesión son las naturalezas muertas: así se vio en la barroca exposición “Earth Laughs In Flowers” y ahora en “Still Life” que se exhibe en Nueva York hasta enero de 2013. En la muestra se ve decenas de famosos destrozados: John F Kennedy con la cabeza quebrada, pedazos de Margaret Thatcher y Madonna con la princesa Diana embaladas en cajas de cartón. La serie fue registrada tras la vandalización del Museo Nacional de Cera de Dublín, además de centros similares en California y Nevada. La fama, la celebridad y el poder quedan reducidos a escombros en estas fotografías de famosos en pedacitos. Una reflexión de LaChapelle que se contrapone fuertemente con la primera obra de este creador que se hizo conocido por su exagerado estilismo y su celebración del hedonismo.
Durante el año 2016 volvió a trabajar con la cantante Britney Spears, esta vez para hacerse cargo de lo que sería el arte conceptual del noveno álbum de estudio de la estadounidense, titulado Glory. Dicho trabajo nunca fue lanzado oficialmente, debido a que se presentaron múltiples diferencias creativas entre él y el equipo de Spears, entre las disputas se encuentran que un principio la portada del álbum se mostraría a Spears en el desierto, acostada en el piso y atada con cadenas a una "casa" (idea que fue planteada por la misma cantante para demostrar el control que tenía su padre y equipo sobre ella), finalmente dicha portada fue cambiaba por una en que se logra apreciar el rostro de Spears con bastante luz, y de la cual fue tomada de la nueva versión del video del primer sencillo que llevaba por nombre Make Me..., ya que previamente LaChapelle sería el director de dicho videoclip, se alcanzaron a grabar varias escenas donde se logra apreciar una coreografía bastante sexual con bailarines en lo que parece ser el sótano de una casa, acompañado por ropa color piel tanto como por Spears como por sus bailarines, simulando desnudez, otras escenas muestran a Britney arrojando un televisor hacia una piscina donde se encontraba un hombre nadado, lo que provoca que se electrocute, encerrada en una jaula completamente desnuda y con una pintura roja que cubre gran parte de su cuerpo, demoliendo parte de la entrada de una casa en una retroexcavadora, una escena que simulaba una relación sexual entre Spears y el cantante G-Eazy, entre otras escenas que aun conserva LaChapelle y no ha querido mostrar.
Dicho material no fue publicado hasta unos años más tarde donde se filtraría parte del video de Make Me... en donde el mismo LaChapelle afirmaría lo siguiente: "Esto es solo una parte de lo que es el video original, estoy seguro que sus fans estarían muy felices de ver el video completo".
En el año 2020 fue reeditado el álbum Glory, y fue allí donde se lanzó oficialmente la portada que mostraban a Spears acostada en el desierto con cadenas, esto acompañado del lanzamiento del sencillo inédito Mood Ring y algunos remixes de esta misma. Con el pasar de los años se fueron filtrando las fotografías que serían parte del álbum y que se usarían para el lanzamiento de los sencillos del álbum entre las que se encuentran a una Britney que sigue atada con cadenas a una casa, pero esta vez de pie y tocando su rostro con signos de molestia y tristesa, otras fotografías son las que la muestran con gafas de sol, siendo chocada por un auto ya destrozado, arrodillada tapando su boca con uno de sus manos, entre otras más.
El 24 de agosto de fue anunciado que Miley Cyrus sería la portada del nuevo álbum fotográfico del artista, "Lost and Found", mostrando la imagen en la cual la cantante aparece como un hada desnuda acompañada de varias rosas y un maquillaje vistoso, sorprendiendo al gran público.

## Serie Awakened
En el año 2007, LaChapelle presentó su serie de fotografías Awakened (en español: 'Despiertos'). Las imágenes están inspiradas en el Diluvio Universal, siendo el agua y la religión los elementos comunes en toda la colección.
En algunas de las fotos se ve a diversos individuos (un acólito y un rockero, entre otros) suspendidos en el agua como cadáveres, mientras que en otras se pueden ver museos y catedrales inundados. Una de las obras más representativas de la colección es una gigantesca fotografía que muestra una versión contemporánea de El Diluvio de Miguel Ángel. La escena está ambientada en la ciudad de Las Vegas e incluye ruinas del hotel Caesars Palace en el fondo y carteles de Gucci y Burger King destrozados.
Las imágenes de LaChapelle han forjado un estilo particular que resulta único, original e inconfundible. Es uno de los fotógrafos contemporáneos más influyentes que emerge del ámbito del espectáculo. Con su estilo muy personal, las imágenes de este artista exploran terrenos extremos, desquiciantes, eróticos, muchas ocasiones barroquizantes, a veces sublimes y otras de extraños niveles de ostentación visual. 
Asumir el riesgo de decir verdades que incomodan valiéndose de imágenes perturbadoras es muy común entre los artistas, sin embargo, aunque sus medios de expresión sean calificados como irreverentes, siempre son invitaciones a reconsiderar, revisar o replantear el modo en que la sociedad actual enfrenta las contradicciones, injusticias, abusos y excesos que la debilita.

## Videografía
Véase también, Categoría:Videos musicales dirigidos por David LaChapelle.
1994
- Penny Ford - "I'll be there"

1997
- The Dandy Warhols - "Not if you were the last junkie on Earth"
- Space Monkeys - "Sugar cane"

2000
- Kelis - "Good stuff"
- Moby - "Natural blues"
- Enrique Iglesias - "Sad eyes"

2001
- Elton John - "This train don't stop there anymore"
- Mariah Carey con Da Brat y Ludacris - "Loverboy"

2002
- Elton John - "Original sin"
- The Vines - "Outathaway"
- Christina Aguilera con Redman - "Dirrty"
- Avril Lavigne - "I'm with you"

2003
- Jennifer Lopez - "I'm glad"
- Whitney Houston - "Try it on my own"
- Christina Aguilera con Lil' Kim - "Can't hold us down"
- Macy Gray - "She ain't right for you"
- Christina Aguilera - "The voice within"
- Blink 182 - "Feeling This"
- No Doubt - "It's my life"

2004
- The Three Bad Girls - "Like you"
- Britney Spears - "Everytime"
- Joss Stone - "Super duper love"
- Norah Jones - "Those sweet words"
- Elton John - "Answer in the sky"
- Elton John - "All that I'm allowed"
- Gwen Stefani con Eve - "Rich girl"

2005
- Robbie Williams - "Advertising space"

2006
- Elton John - "Someone saved my life tonight"

2007
- Amy Winehouse - "Tears dry on their own"
- Jennifer Lopez - "Do it well"

2012
- Florence + The Machine - "Spectrum"

2013
- Mariah Carey - "Almost Home"
- Daphne Guinness - "Evening in Space"

2016
- Britney Spears con G-Eazy - "Make Me..." (no publicado)

## Libros
- LaChapelle Land (1996)
- Hotel LaChapelle (1999)
- Artists & Prostitutes Archivado el 28 de enero de 2007 en Wayback Machine. (2005)
- Heaven to Hell Archivado el 14 de febrero de 2007 en Wayback Machine. (2006)
- Lost and Found (2017)

## Premios
1995: "Mejor Fotógrafo Nuevo" por la revista Photo, en sus ediciones americana y francesa.
1996: "Premio Fotógrafo del Año" en los VH1 Fashion Awards. "Premio Fotografía Aplicada del Año" por el Centro internacional de Fotografía (ICP).
2004: "Mejor Documental en Aspen Film Festival